# Mariage Frères
Pour les articles homonymes, voir Mariage (homonymie).
Mariage Frères est une maison de thé de luxe fondée à Paris en 1854,,.
L'entreprise - dont la carte des thés regroupe plus de 650 mélanges de 36 pays producteurs - possède sept maisons de thé à Paris, cinq au Japon et une en Angleterre, et s'appuie sur un large réseau de distributeurs à travers le monde (épiceries fines, grands magasins...) à qui elle a interdit, durant 14 ans, de vendre ses produits sur internet et d'utiliser son logo. Cette pratique d'entente est sanctionnée en 2023 par l'Autorité de la concurrence, qui inflige à l'entreprise une amende de 4 millions d'euros.

## Histoire

### Genèse
La famille Mariage se lance dans le négoce des épices et des denrées coloniales dès 1660, Nicolas Mariage étant mandaté par Louis XIV pour ramener des thés de Perse et d'Inde. Deux membres de la famille Mariage, Auguste et Aimé, originaires de Lille, s'établissent en 1830 dans le quartier du Marais à Paris, pour y travailler dans le commerce des denrées coloniales et dans la raffinerie de sucre.
Le 1er juin 1854, les deux derniers fils d'Aimé Mariage, Henri et Édouard, se mettent à leur compte et fondent Mariage Frères, une maison importatrice de thés et de vanilles. La maison fournit des épiceries fines, des salons de thé et des hôtels.

### Diversification
La maison Mariage Frères est détenue par les descendants des frères Mariage ; En 1976, Marthe Cottin, la dernière descendante des frères Mariage et propriétaire de la maison de thé, a 81 ans et ne trouve pas de successeur. Richard Bueno, un proche de Marthe Cottin, la présente à son ami Kitti Cha Sangmanee, étudiant thaïlandais en droit international à Paris. En 1983, ce dernier arrête ses études et achète Mariage Frères avec ses capitaux familiaux.
L'année suivante, la maison qui ne se consacrait jusque-là qu'au négoce du thé décide alors de commercialiser ses thés et ses mélanges sous sa propre marque.
Elle ouvre alors une première maison de thé ouverte au grand public près du Centre Georges Pompidou. L'année suivante, la maison de thé déménage dans les bureaux historiques du 30, rue du Bourg-Tibourg, dans le quartier du Marais.
Frank Desains devient ensuite directeur de Mariage Frères.

### Ouverture de nouveaux magasins et autres événements historiques

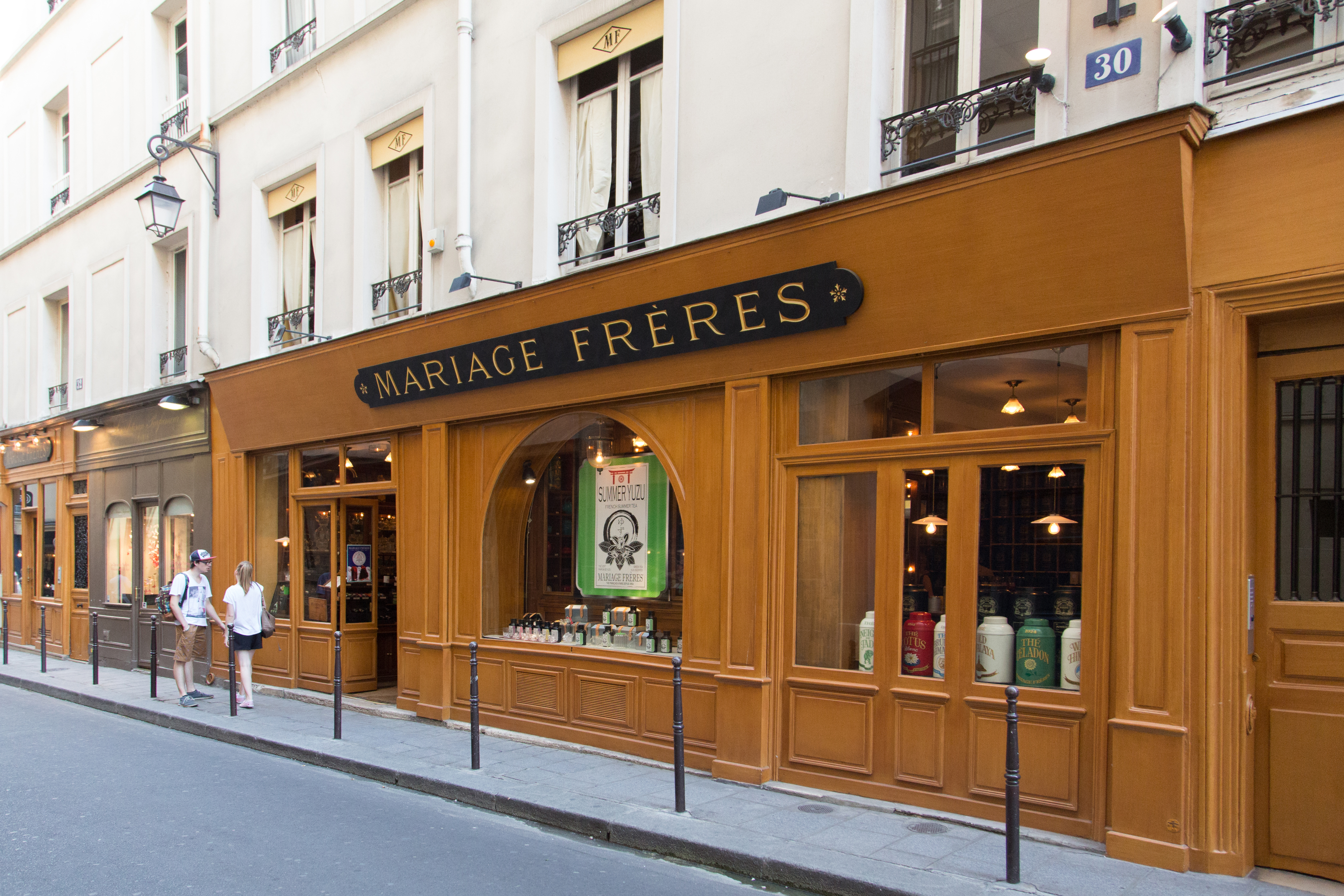
Mariage Frères, 30 rue du Bourg-Tibourg, Paris.

On compte huit boutiques Mariage Frères à Paris. En 1999, un magasin spécialisé dans les thés français ouvre en face de la maison mère, rue du Bourg-Tibourg[réf. nécessaire]. Des comptoirs sont également établis dans les grands magasins parisiens. Certains thés ne sont commercialisés que dans les établissements parisiens, notamment les thés millésimés, certains Darjeeling, ou de rares jardins de Chine ou du Népal. Au premier étage de la maison de thé originale, la marque tient un petit musée consacré à l'histoire du thé et à l'art de vivre qui lui est associé.
En 1860, Mariage Frères dépose un brevet pour le Chocolat des Mandarins®, un mélange de thé et de chocolat.
En 1987, Mariage Frères ouvre une filiale japonaise. Quinze maisons ouvrent au Japon.
En 2000, Mariage Frères ouvre une boutique en ligne.
En 2006, la marque ouvre son premier comptoir allemand aux Galeries Lafayette de Berlin.
En 2012, Mariage Frères ouvre son premier comptoir en Grande-Bretagne au Selfridges de Londres. La même année, la marque commence à proposer des ateliers de découverte et de dégustation de thés.
En 2013, la marque est distribuée dans une soixantaine de pays, dans des hôtels de luxe et en partenariat avec Japan Airlines.
En 2015, Mariage Frères achète l'hôtel de Vigny dans l'optique d'y déménager son siège social et avec la volonté d'y ajouter un espace de dégustation.
En 2018, ouverture d'un nouveau magasin à Londres, 38 King Street, Covent Garden avec une offre de plus de 1000 références de thé, un restaurant et un salon de thé, un musée du thé. 
En 2018, Mariage Frères créé le label de qualité Jardin Premier qui assure la qualité la plus pure de ses thé. 
En 2024, la société Mariage Frères célèbre son 170e anniversaire avec le lancement d'un nouveau site web. 
Tous les comptoirs partagent les codes esthétiques de la maison d'origine, avec notamment l'usage de boiseries aux tons chauds, de chaises en rotin, de balances à plateaux pour peser le thé et d'une décoration florale. Les vendeurs, tous formés à Paris, portent un uniforme en lin beige et les serveurs sont en coton blanc. Le Figaro qualifie cette esthétique d'élégante en 1998. En janvier 2014, l'entreprise retire une très ancienne référence Exposition coloniale de son catalogue à la suite d'une polémique sur la promotion du produit.

### Partenariats avec la ville de Paris
En 1988, Mariage Frères offre un théier provenant de la province de Shizuoka (Japon) au Jardin des plantes de Paris.
En décembre 2013, Mariage Frères crée trois nouveaux thés (Matin Parisien, Paris-Marais, Pleine Lune) à l'occasion du lancement de la boutique en ligne de la ville de Paris,. Anne Hidalgo offre ces thés à la reine d'Angleterre Élisabeth II le 7 juin 2014 dans le cadre d'un échange de cadeaux lors de la visite officielle de la reine à l'Hôtel de ville de Paris.

## Prix et récompenses
La Maison Mariage Frères a été couronnée par le magazine américain Newsweek comme la meilleure adresse au monde pour la qualité des Darjeeling et par le Magazine L'Express comme la plus prestigieuse maison de thé au monde. Elle est fournisseur de thé de l’Élysée.
En novembre 2016, Mariage Frères est sacrée meilleure enseigne d'épicerie fine par le magazine Capital, à la suite d'une enquête menée par l'institut Statista sur 20 000 consommateurs.

## Économie
Les principaux concurrents français sont Palais des Thés, Dammann Frères, Compagnie Coloniale, Fauchon, Hédiard et Kusmi Tea. Au niveau mondial ce sont Fortnum & Mason, Harrods.
En 2010, la marque lance un procès contre TWG. TWG est fondée par un ancien employé de Mariage Frères et réplique son modèle d'entreprise.